# Alfred Levertin
Alfred Philip Levertin, född 29 juni 1843 i Stockholm, död där 31 december 1919, var en svensk läkare. Han tillhörde den judiska släkten Levertin och var bror till konstnären Ellen Levertin samt kusin till författaren Oscar Levertin.

## Biografi
Levertin blev student vid Uppsala universitet 1861, medicine kandidat där 1870, medicine licentiat i Stockholm 1874 samt blev medicine doktor 1877, sedan han utgivit avhandlingen Om Torpa källa. Han utnämndes 1893 till docent i balneologi vid Karolinska institutet och arbetade för balneologins och mekanoterapins utveckling i Sverige. Han arbetade som läkare vid flera badanstalter, bland annat i Varberg, och vid Mediko-mekaniska institutet på Östermalm i Stockholm.
Den medicinska utvecklingen gick emellertid andra vägar, och vid Levertins bortgång var balneologin  en passerad epok.
Levertin utgav bland annat Svenska brunnar och bad (1883; andra upplagan 1892), D:r G. Zanders medico-mechanische gymnastik (1892) och Några drag ur den svenska balneologiens historia (i Svenska läkarsällskapets nya handlingar, III, 1900) samt balneologiska artiklar i Nordisk familjeboks andra upplaga. Han sammanställde de biografiska uppgifterna över läkarkåren, i "Svenskt porträttgalleri", avdelning 13 (1899), samt över Svenska läkarsällskapets utländska ledamöter i "Svenska läkaresällskapet 1808–1908; porträtt och biografier" (1909). Han redigerade "Sällskapet Idun 1862–1896. Porträtt och matrikeldata" (1896) och gjorde omfattande biografiska undersökningar rörande medlemmarna i Stockholms nation i Uppsala sedan äldsta tider. Tillsammans med Carl Schimmelpfennig utgav han från 1910 Sveriges apotekarhistoria från konung Gustaf I:s till närvarande tid. 
Under sin studenttid i Uppsala var Levertin mycket aktiv vid Stockholms nation, där han bland annat som teaterdirektör  ansvarade för många spex under 1860-talet.

### Artiklar iNordisk familjebok, 2:a upplagan
- Arvidsvik, hafsbadort (1904)
- Bad (1904)
- Badort (1904)
- Badstuga (1904)
- Brunnsdrickning (1905)
- Gyttjebad (1909)
- Hälsobrunn (1910)
- Kallvattenkur (1910)
- Klimatisk kurort i(1911)
- Medevi, hälsobrunn